# Зюсс (лунный кратер)
Кратер Зюсс (лат. Suess) — небольшой ударный кратер в Океане Бурь на видимой стороне Луны. Название присвоено в честь австрийского геолога и общественного деятеля Эдуард Зюсс (1831—1914) и утверждено Международным астрономическим союзом в 1935 г. Образование кратера относится к коперниковскому периоду.

## Описание кратера
Ближайшими соседями кратера являются кратер Рейнер на западе-северо-западе; кратер Мариус на севере-северо-западе; кратер Местлин на востоке; кратер Флемстид на юге-юго-востоке и кратер Герман на западе-юго-западе. Окружающая кратер поверхность Океана Бурь отмечена светлыми лучами от кратера Кеплер расположенного на востоке-северо-востоке; на севере от кратера Зюсс находится борозда Зюсса. Селенографические координаты центра кратера 4°22′ с. ш. 47°43′ з. д. / 4,36° с. ш. 47,72° з. д., диаметр 8,4 км, глубина 1,92 км.
Кратер имеет чашеобразную форму с острой кромкой вала и практически не подвергся разрушению. Высота вала над окружающей местностью достигает 300 м . Альбедо кратера выше чем у окружающей местности, что характерно для молодых кратеров. По морфологическим признакам кратер относится к типу ALC (по наименованию типичного представителя этого типа — кратера Аль-Баттани C).
Кратер Зюсс включен в список кратеров с яркой системой лучей Ассоциации лунной и планетарной астрономии (ALPO).

## Сателлитные кратеры
| Зюсс | Координаты                                          | Диаметр, км |
| ---- | --------------------------------------------------- | ----------- |
| B    | 5°40′ с. ш. 47°23′ з. д. / 5,66° с. ш. 47,39° з. д. | 7,4         |
| D    | 4°40′ с. ш. 46°35′ з. д. / 4,67° с. ш. 46,59° з. д. | 6,5         |
| F    | 1°10′ с. ш. 44°43′ з. д. / 1,16° с. ш. 44,72° з. д. | 6,9         |
| G    | 3°25′ с. ш. 48°28′ з. д. / 3,41° с. ш. 48,46° з. д. | 3,7         |
| H    | 3°58′ с. ш. 45°45′ з. д. / 3,96° с. ш. 45,75° з. д. | 3,8         |
| J    | 6°53′ с. ш. 48°32′ з. д. / 6,89° с. ш. 48,53° з. д. | 3,3         |
| K    | 6°33′ с. ш. 50°05′ з. д. / 6,55° с. ш. 50,08° з. д. | 2,8         |
| L    | 6°05′ с. ш. 50°34′ з. д. / 6,08° с. ш. 50,56° з. д. | 4,3         |

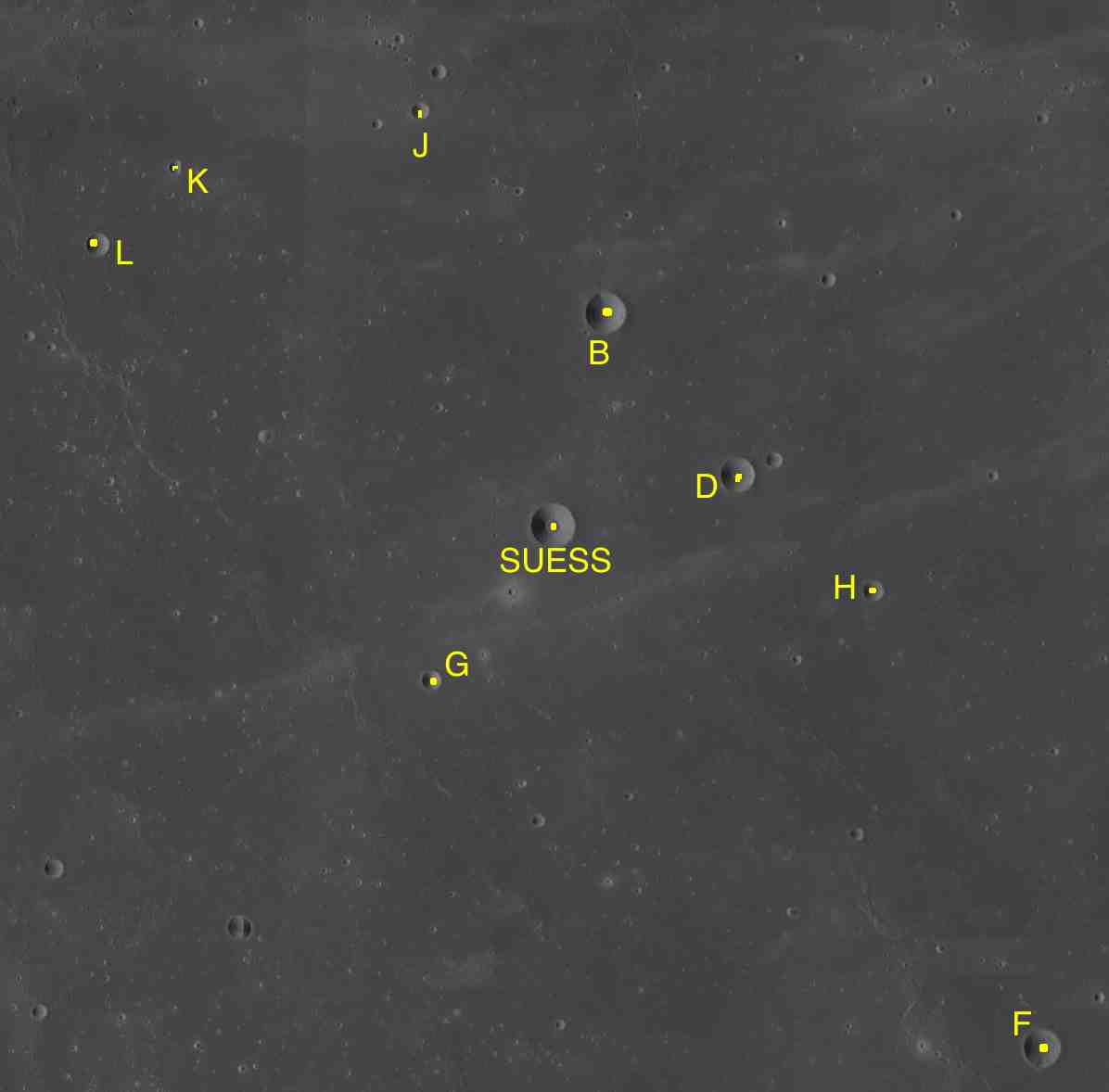
Фрагменты карт LAC-56, LAC-57.

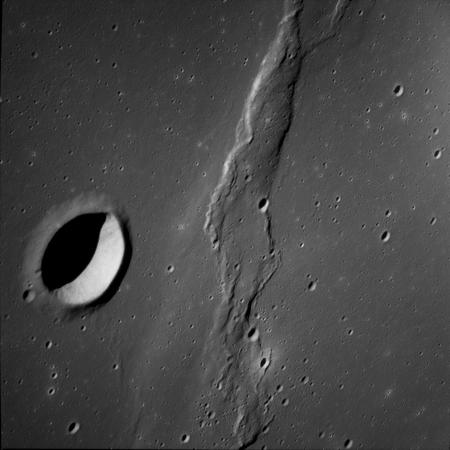
Сателлитный кратер Зюсс F.

- В кратере Зюсс и сателлитном кратере Зюсс F зарегистрированы температурные аномалии во время затмений. Объясняется это тем, что подобные кратеры имеют небольшой возраст и скалы не успели покрыться реголитом, оказывающим термоизолирующее действие.
- Образование сателлитного кратера Зюсс D относится к эратосфенскому периоду[1].

## См.также
- Список кратеров на Луне
- Лунный кратер
- Морфологический каталог кратеров Луны
- Планетная номенклатура
- Селенография
- Минералогия Луны
- Геология Луны
- Поздняя тяжёлая бомбардировка